# مقاطعة كروفورد (آيوا)
مقاطعة كروفورد (بالإنجليزية: Crawford County)‏ هي إحدى مقاطعات ولاية آيوا في الولايات المتحدة الأمريكية.